# マイケル・ペイリン (小惑星)
マイケル・ペイリン (9621 Michaelpalin) は小惑星帯に位置する小惑星。1992年から1993年に行われた、ウプサラ-ヨーロッパ南天天文台小惑星・彗星サーベイ (UESAC: Uppsala-ESO Survey of Asteroids and Comets) で発見された。
イギリスの代表的なコメディグループモンティ・パイソンの一人、マイケル・ペイリンに因んで命名された。なお小惑星番号9617から9622までの6個の小惑星はいずれもモンティ・パイソンのメンバーから命名されている。詳細は以下の通り。
- (9617) グレアム・チャップマン
- (9618) ジョン・クリーズ
- (9619) テリー・ギリアム
- (9620) エリック・アイドル
- (9621) マイケル・ペイリン
- (9622) テリー・ジョーンズ

加えて、モンティ・パイソンも小惑星の名称となっている。
- (13681) モンティ・パイソン